# Diversidad sexual en Malaui
Las personas LGBTI en Malaui se enfrentan a ciertos desafíos legales y sociales no experimentados por otros residentes. La homosexualidad es ilegal. Según el Código Penal del país, aquellas personas que sean encontradas culpables del delito de sodomía pueden recibir penas de entre 5 y 14 años de prisión.
Oficialmente, el lesbianismo no está penalizado en Malaui ya que los artículos 153 y 156 sólo se refieren al acceso carnal “contra natura” entre varones o de varones hacia mujeres. El artículo 153 señala que “conocer carnalmente contra natura a cualquier persona –o permitir a un varón que tenga conocimiento carnal contra natura de (un varón o una mujer) son delitos punibles con hasta catorce años, con o sin castigos corporales".
Por su parte, el artículo 156 especifica que los “actos impúdicos entre varones” pueden castigarse con hasta cinco años de cárcel, sin importar si estos tienen lugar en el ámbito público o privado.

## Pareja homosexual encarcelada
Aunque el clima de homofobia imperante en el país es similar al de muchas naciones africanas, la situación de los derechos humanos de los homosexuales en Malaui adquirió relevancia internacional tras difundirse el caso de Tiwonge Chimbalanga y Steven Monjeza.
Chimbalanga y Monjeza fueron encarcelados por las autoridades a fines de diciembre de 2009 tras celebrar una boda simbólica El enlace, dado a conocer por el diario The Nation, avivó las reacciones homófobas de la mayoría de la población, en un país fuertemente cristiano.
A pesar de las presiones internacionales de asociaciones como Human Rights Watch y Amnistía Internacional, las autoridades no habían liberado a la pareja gay hasta mediados de mayo. En cambio, siguen a la espera de un juicio que determine su situación.
El Parlamento Británico y organizaciones LGTB de Mozambique también se pronunciaron contra la política homófoba del gobierno de Malaui.
Por su parte, el ministro de Desarrollo Internacional de Noruega, Eric Solhem visitó Lilongüe en marzo de 2010 y pidió al gobierno de Malaui “flexibilidad” en el caso de Monjeza y Chimbalanga.

## Condena y reacciones
El 18 de mayo de 2010, la justicia de Malaui condenó a Chimbalanga y Monjeza a la pena de 14 años de cárcel y trabajos forzados.
En su sentencia, el juez Nyakwawa Usiwa consideró que ambos eran culpables de los delitos de “actos contra natura” e “indecencia grave”. La fiscal del caso, por su parte, reprochó el hecho de que los acusados no manifestaran remordimiento por sus actos.
El activista por los derechos humanos Peter Tatchell calificó la condena a Monjeza y Chimbalanga como “injusta y “cruel”.
La sentencia también fue repudiada por el Departamento de Estado de los Estados Unidos, que destacó que la criminalización de la homosexualidad es vista por Washington como una violación a los derechos humanos.
La Iglesia Anglicana de Sudáfrica se pronunció a favor de Monjeza y Chimbalanga y destacó que aún habiendo “gran amplitud de puntos de vista teológicos sobre la sexualidad” rechazaban la criminalización de las personas homosexuales.
El gobierno francés, por su parte, expresó que la sentencia justificaba una “gran movilización internacional” para frenar las violaciones a los derechos humanos en Malaui.

## Liberación
El 29 de mayo de 2010, el presidente de Malaui, Bingu wa Mutharika indultó a Steven Monjeza y Tiwonge Chimbalanga luego de mantener una reunión con el secretario general de la ONU, Ban Ki-Moon. El mandatario dijo que su “perdón” no implicaba, sin embargo, la despenalización de la homosexualidad en el país: "Lo he hecho por motivos humanitarios, pero eso no significa que yo apoye eso", afirmó.

## Criminalización del lesbianismo
En febrero de 2011, el presidente Mutharika promulgó una ley para sancionar la homosexualidad femenina, una conducta hasta entonces permitida en el país.